# Escuela monástica
Las escuelas monásticas fueron las más importantes instituciones educativas de la cristiandad latina desde la antigüedad tardía (siglos IV al VIII), importancia que mantuvieron en el resto del periodo altomedieval, desde el Renacimiento carolingio (cuando funcionó la escuela palatina de Aquisgrán y otras escuelas carolingias).

## Reglas monásticas
Desde la regla monástica de Pacomio (siglo IV) y las reglas del siglo VII (la Regula Magistri -Regla del Maestro- y la Regla de San Benito o benedictina), a monjes y monjas se les requería una parte más o menos importante de estudio en su actividad, especialmente en la forma de lectura y escritura, especialmente la copia de los escasos manuscritos de todo tipo de materias (tanto religiosas como seculares) que se custodiaban en los scriptorium. Desde el siglo V muchos abades se impusieron la responsabilidad de educar a los jóvenes que entraban en su monasterio. Las primeras de estas escuelas monásticas tenían más de ascéticas y espirituales que de teológicas o escriturísticas; pero precisamente eran esas las cualidades que llevaron a los monjes educados en la escuela monástica de Lerins a ser nombrados obispos.

## Casiodoro
Casiodoro, tras abandonar la vida política (537) se retiró a un monasterio que fundó en sus tierras de Vivarium (Italia meridional). El monasterio de Vivarium fue  diseñado como un lugar de estudio y proporcionando una guía para ello en sus Institutiones divinarum et saecularium litterarum, donde incluye textos tanto religiosos como de artes liberales. Concebía este programa de estudio como un sustituto de la escuela cristiana que había deseado establecer en Roma junto al papa Agapito I. Complementó las lecturas que estableció en Institutiones con las reglas que diseñó en De orthographia.

## Visigodos
En el reino visigodo de Toledo del siglo VII se establecieron centros de enseñanza en los principales monasterios y sedes episcopales. Los estudiantes del monasterio de los santos Cosme y Damián en Agalí (extramuros de Toledo) aprendían materias científicas, medicina y rudimentos de astronomía.

## Irlandeses e ingleses
La evangelización de Irlanda e Inglaterra dotó a ambas islas de un conjunto de monasterios caracterizados por su producción literaria (Iona, Kells, Canterbury, Lindisfarne, Whitby) de los que partieron a su vez evangelizadores del continente europeo.
Beda el Venerable y otras fuentes (Vida de Gregorio de la abadía de Whitby -705-) recogen la leyenda según la cual el Gregorio Magno decidió la evangelización de Inglaterra al preguntar el origen de unos esclavos en el mercado de Roma, y al respondérsele que eran anglos, entendió que eran "ángeles". En 595 encargó a sus nuncios del sur de la Galia que compraran esclavos anglosajones con el propósito de enviarlos de vuelta a su isla tras ser adecuadamente instruidos en monasterios; aunque los cambios políticos de los reinos británicos permitieron al poco tiempo una presencia abierta de misioneros a mayor escala. 

## SiglosIXyX
En las escuelas monásticas de los siglos IX y X, figuras como Alcuino, Rábano Mauro, Erico de Auxerre y Notker Balbulus elevaron el prestigio de sus abadías y atrajeron alumnos de lugares lejanos que deseaban asistir a sus lecciones.

## Resistencia del monacato a losstudia
Aunque algunas escuelas monásticas contribuyeron al surgimiento de los studia generalia y las universidades medievales, este proceso no quedó sin respuesta por parte de los monasterios. Algunas figuras monásticas como Bernardo de Claraval consideraban la búsqueda de conocimiento a través de las técnicas escolásticas como un desafío al ideal monástico de simplicidad. Mientras en los monasterios se renovaba la vida ascética, la vida universitaria bajomedieval se convirtió gradualmente en el ámbito natural de la especulación intelectual, cuyo centro pasaron a ser, en perjuicio de aquellos.